# Wiesław Olek
Wiesław Stanisław Olek – polski inżynier, dr hab. nauk leśnych, profesor nadzwyczajny i kierownik Katedry Mechaniki i Techniki Cieplnej Wydziału Technologii Drewna Uniwersytetu Przyrodniczego w Poznaniu.

## Życiorys
W 1988 ukończył studia drzewnictwa w Akademii Rolniczej  im. Augusta Cieszkowskiego w Poznaniu, 14 listopada 1997 obronił pracę doktorską Modelowanie procesu nasiąkania drewna iglastego wodą, 19 października 2007 habilitował się na podstawie pracy zatytułowanej Modelowanie zagadnień odwrotnych procesu dyfuzji wody związanej w drewnie. 26 czerwca 2014 nadano mu tytuł profesora w zakresie nauk leśnych. Został zatrudniony na stanowisku profesora nadzwyczajnego i kierownika w Katedrze Mechaniki i Techniki Cieplnej na Wydziale Technologii Drewna Uniwersytetu Przyrodniczego w Poznaniu.
Piastuje stanowisko prodziekana na Wydziale Technologii Drewna Uniwersytetu Przyrodniczego w Poznaniu, oraz członka prezydium Komitetu Nauk Leśnych i Technologii Drewna na II Wydziale Nauk Biologicznych i Rolniczych Polskiej Akademii Nauk.
Był członkiem Komisji Nauki i Spraw Zagranicznych Rady Głównej Szkolnictwa Wyższego.